# Вацлав I Свети
Вацлав I Свети (на чешки: Václav I., svatý Václav) e чешки владетел – княз от династията Пршемисловци, управлявал между 921/5 и 935 г., наследил Вратислав I. Въвежда християнството в Чехия. Обявен за светец и покровител на чешките земи.

## Управление
Управлението му е свързвано с налагането на християнството в цялата страна и с непрекъснатите, ежегодни маджарски нашествия, опустошаващи страната. През 929 г., в съюз с полабските славяни и маджарите, воюва срещу коалицията на Бавария и Саксония – немските войски нахлуват в страната, обсаждат Прага и Чехия губи войната. През 933 г. нанася тежко поражение на маджарите, с което спира нашествията им за няколко години. Убит е вероломно в Стара Болеслав от собствения си брат, бъдещия Болеслав I Страшни, който го поканил да му гостува. След убийството Болеслав управлява до 967/972 г.
Той е сред най-популярните чешки владетели, канонизиран за светец. Неговото име носи най-голямата и известна катедрала в Прага – „Свети Вацлав“.
- Статуя на Вацлав I Свети от Оломоуц, Чехия
- Св. Вацлав